# Liste de quotidiens disparus de la presse nationale en France
La liste de quotidiens disparus de la presse nationale en France recense les quotidiens de la presse nationale qui ont arrêté de paraitre depuis le premier quotidien français Journal de Paris paru le 1er janvier 1777.
Cet article cite principalement les quotidiens de la auxquels l'encyclopédie fr.wikipédia consacre un article spécifique.

## XVIIIesiècle

### de 1777 à 1800
- Journal de Paris, paru du 1er janvier 1777[BP 1] au 17 mai 1840. C'est le premier quotidien français, reprenant le modèle du London Evening Post.
Fondé par Antoine-Alexis Cadet de Vaux, Jean Romilly, Olivier de Corancez et Louis d'Ussieux.
- Journal des débats, paru du 29 août 1789[BP 2] à 1944.
Fondé par l'avocat, homme politique et journaliste Jean-François Gaultier de Biauzat. Il renfermait au départ le procès-verbal officiel mot pour mot des débats de l'Assemblée nationale sous le titre de Journal des débats et des décrets.
- Le Moniteur universel, paru du 24 novembre 1789 au 30 juin 1901 après sa vente au quotidien Le Soleil.
Fondé par l'écrivain et éditeur Charles-Joseph Panckoucke, il fut longtemps le journal officiel du gouvernement français.

## XIXesiècle

### 1801 à 1820
- Le Constitutionnel, paru du 29 octobre 1815 à 1914. 
Fondé à Paris pendant les Cent-Jours par Joseph Fouché sous le titre L'Indépendant.

### de 1821 à 1840
- La Tribune des départements (dite La Tribune), paru du 8 juin 1829 au 11 mai 1835.
Fondé par les deux frères écrivains Augustin et Victorin Fabre.
- Le Temps, paru du 15 octobre 1829 au 17 juin 1842.
Fondé par Jacques Coste et l'homme politique Jean-Jacques Baude.
- L'Avenir, paru du 16 octobre 1830 au 15 novembre 1831.
Fondé par Charles de Montalembert, Félicité de La Mennais, Henri Lacordaire et Philippe Gerbet.
- Le National, paru de 1830 au 31 décembre 1851.
Fondé par les journalistes et historiens Adolphe Thiers, Armand Carrel, François-Auguste Mignet et le libraire éditeur Auguste Sautelet.
- L'Univers, paru de novembre 1834 à 1920.
Fondé par le journaliste et prêtre Jacques-Paul Migne.
- La Presse, paru du 1er juillet 1836[BP 3],[BP 4] à 1927.
Fondé par le journaliste et homme politique Émile de Girardin.
- Le Siècle, paru du 1er juillet 1836 au 28 juin 1932.
Fondé par le patron de presse et éditeur Armand Dutacq.

### de 1841 à 1860
- La Patrie, paru du 1er novembre 1841 au 29 mai 1937[BnF 1].
Fondé par Auguste Lireux.
- La Réforme, paru du 29 juillet 1843 au 11 janvier 1850.
Fondé par l'avocat et homme politique Alexandre Ledru-Rollin.
- L'Esprit public, paru du 15 septembre 1845 à 1847 après sa fusion avec La Patrie.
Fondé par le journaliste et homme politique Jean-Charles de Lesseps.
- L'Événement, paru du 30 juillet 1848 à septembre 1851.
Fondé par Victor Hugo.
- La Cause du peuple, en 1848, cesse de paraître après trois numéros.
Fondé par George Sand.
- La Voix des femmes, parue du 1er janvier 1849 au 16 juillet 1914.
Fondé par l'écrivaine et journaliste Eugénie Niboyet.
- Le Pays, paru du 1er janvier 1849 au 16 juillet 1914.
- L'Opinion nationale, paru du 1er septembre 1859 au 5 juillet 1914.
Fondé par le journaliste et homme politique Adolphe Georges Guéroult.
- Le Monde (Paris, 1860), paru du 18 février 1860 au 27 juillet 1896.
Fondé par le journaliste et prêtre Jacques-Paul Migne.

### de 1861 à 1880
- Le Temps (quotidien français, 1861-1942), paru du 25 avril 1861 au 29 novembre 1942.
Fondé par le journaliste Auguste Nefftzer, ancien directeur du Temps (1829-1842).
- La France (titre complet :  La France : politique, scientifique et littéraire), paru du 9 août 1862 au 6 novembre 1937 soit 464 numéros[BnF 2].
Fondé par le journaliste et homme politique Arthur de La Guéronnière.
- Le Petit Journal, paru du 1er février 1863[BP 5] au 26-27 août 1944. 
Fondé par le journaliste et entrepreneur Moïse Polydore Millaud.
- L'Avenir national, paru de 1865 au 18 mai 1871. 
Fondé par le journaliste et homme politique Alphonse Peyrat.
- Les Nouvelles → Les Nouvelles (quotidien), paru du 21 septembre 1865 au 12 novembre 1866.
Fondé par M. Leraillé, marchand de porcs.
- Le Soleil, paru de 1865 au 30 septembre 1867. 
Fondé par le journaliste et banquier Moïse Polydore Millaud.
- Le Gaulois, paru du 5 juillet 1868 au 30 mars 1929 (fusion avec Le Figaro)
Fondé par les journalistes Henry de Pène et Edmond Tarbé des Sablons.
- Le National, paru de 1869 à 1924.
Fondé par le journaliste Ildefonse Rousset.
- Le Mot d'ordre, paru du 3 février 1871 au 20 mai 1871.
Fondé par l'homme politique Henri Rochefort.
- Le Cri du peuple, paru du 22 février 1871 au 12 mars 1871 puis du 21 mars 1871 au 23 mai 1871.
Fondé par le journaliste et homme politique Jules Vallès et l'homme politique Pierre Denis.
- La République française, paru du 7 novembre 1871 au 12 juillet 1924.
Fondé par l'homme politique Léon Gambetta.
- Le XIXe siècle, paru du 17 novembre 1871 au 30 juin 1921.
Fondé par Gustave Chadeuil.
- Le Soleil, paru du 28 février 1873 à 1922, après avoir racheté en 1901 le Moniteur universel[BnF 3].
Fondé par les journalistes Édouard Hervé et Jean-Jacques Weiss.
- Le Petit Parisien, paru du 15 octobre 1876 au 17 août 1944. 
Fondé par l'homme politique Louis Andrieux.
- Le Petit Caporal, paru du 2 décembre 1876 au 5 mai 1923.
Fondé par le professeur François Perron.
- La Lanterne, paru du 21 avril 1877 à 1938.
Fondé par Victor Ballay.
- Le Voltairesurnommé Le Figaro républicain, paru du 5 juillet 1878 à 1930.
Fondé par
- L'Intransigeant, paru du 15 juillet 1880 au 30 septembre 1948. 
Fondé par Eugène Mayer, directeur de La Lanterne.

### de 1881 à 1900
- Paris, paru du 1er juillet 1881 à mars 1935.
Fondé par le journaliste et homme politique Charles Laurent.
- Le Radical, paru du 10 août 1881 au 14 août 1926.
Fondé par le journaliste et homme politique Henri Maret.
- Le Matin, paru du 26 février 1884[BP 6] à 1944.
Fondé par un groupe de financiers principalement américains.
- L'Écho de Paris, paru du 12 mars 1884 au 28 mars 1938.
Fondé par Valentin Simond.
- Le Pour et le Contre, paru de 1884 à 1945 (fusion avec L'Opinion économique et financière).
Fondé par les journalistes Armand Mandel et Édouard Cahen.
- La France libre, paru du 20 juin 1884 au 3 novembre 1886
Fondé par Camille Farcy et l'homme politique Adolphe Maujan.
- Le Matin français, paru du 25 février 1886 à 1887 (fusion avec Le Matin).
Fondé par le journaliste Alfred Edwards.
- L'Autorité, paru du 25 février 1886 au 6 septembre 1914.
Fondé par le journaliste et homme politique Paul de Cassagnac.
- L'Aurore, paru du 1er octobre 1897 au 2 août 1914
Fondé par Ernest Vaughan, ancien rédacteur de L'Intransigeant.
- Le Journal, paru du 18 septembre 1892 à 1944.
Fondé par le journaliste Fernand Xau.
- La Cocarde, paru du 13 mars 1888 au 13 septembre 1906[BnF 4].
Fondé par le journaliste Georges de Labruyère.
- L’Éclair, paru du 27 octobre 1888 au 28 janvier 1926.
Fondé par Charles Cazet.
- Le Vélo, paru du 1er décembre 1892[BP 7] à 1904 : le premier quotidien sportif.
Fondé par Pierre Giffard, précurseur du journalisme sportif.
- Les Droits de l'homme, paru du 9 janvier 1898 au 17 mars 1900.
Fondé par le journaliste Henri Deloncle.
- Le Journal, paru du 16 octobre 1900 au 17 août 1944.
Fondé par le coureur cycliste et journaliste Henri Desgrange.

## XXesiècle

### de 1901 à 1920
- L'Action française, paru du 21 mars 1908 à août 1944.
Parrainé par 12 personnalités dont Léon Daudet, Charles Maurras.
- Excelsior, paru du 16 novembre 1910[BP 8] à juin 1940.
Fondé par Pierre Lafitte, ancien journaliste à L'Écho de Paris.
- Paris-Midi, paru du 7 février 1911 au 15 août 1944[BnF 5].
Dirigé par le journaliste Maurice de Waleffe.
- L'Impartial, paru du 1er janvier 1917 au 1er janvier 1926.
Fondé par l'homme politique Ernest Outrey.

### de 1921 à 1940
- Paris-Soir, paru du 4 octobre 1923[BP 9] au 26 mai 1943. 
Fondé par le journaliste et militant anarchiste Eugène Merle.
- Le Nouveau Siècle, paru du 26 février 1925 au 1er avril 1928. 
Fondé par l'homme politique Georges Valois.
- La Dépêche, paru du 1er janvier 1928 à 1er janvier 1946
Fondé par le journaliste et homme politique Henry Chavigny de Lachevrotière.
- Nouvel Âge, paru de 1930 à 1939.
Fondé par l'écrivain libertaire Henry Poulaille.
- L'Aube, paru du 20 janvier 1932 au 20 octobre 1951.
Fondé par l'homme politique Francisque Gay.
- Ce soir, paru du 1er mars 1937 au 28 février 1953. 
Fondé par le Parti communiste français.
- L'Effort (titre complet : L'Effort : organe socialiste de la reconstruction nationale, paru du 4 août 1940 au 22 août 1944 soit 1 297 numéros[BnF 6].
Fondé par les hommes politiques socialistes Paul Rives et Charles Spinasse.
- Le Mot d'ordre, paru d'août 1940 au 26 février 1944.
Fondé par les hommes politiques socialistes Ludovic-Oscar Frossard et René Gounin.
- Aujourd'hui, paru d'octobre 1940 à 1944.
Fondé par le journaliste Henri Jeanson.
- Le Cri du peuple, paru du 10 septembre 1940 à 1944.
Fondé par le journaliste et homme politique Jacques Doriot.
- Les Nouveaux Temps, paru du 1er novembre 1940 à mi-août 1944.
Fondé par le journaliste et patron de presse Jean Luchaire.

### de 1941 à 1956
- Pariser Zeitung, paru du 15 janvier 1941[BP 10] au 16 août 1944.
organe officiel de l’occupation de la France par l'Allemagne pendant la Seconde Guerre mondiale.
- Libération (1941-1964), paru de juillet 1941 (quotidien à partir d'août 1944) au 27 novembre 1964.
Fondé par le journaliste et homme politique Emmanuel d'Astier de La Vigerie.
- L'Aurore (1944-1985), paru du 11 septembre 1944 à 1985.
Fondé par
- La France socialiste, paru du 10 novembre 1941 à août 1944.
Fondé par l'homme politique André Picard.
- Franc-Tireur, paru de décembre 1941 à août 1944.
Fondé par le mouvement de résistance Franc-Tireur.
- Combat, paru de décembre 1941 au 30 août 1974[BP 11].
Fondé par le mouvement de résistance Combat.
- Paris-Presse, paru de 1944 à 1970.
Fondé par le journaliste et homme politique Philippe Barrès et la journaliste Ève Curie.
- La France, quotidien de l'Etat français en exil à Sigmaringen, paru en 1944 et 1945.
Fondé par Jean Luchaire.
- La Victoire, paru de 1944 à 1949.
Fondé par le résistant et homme politique Pierre Dumas.
- France-Soir, paru du 7 novembre 1944 au 13 décembre 2011.
Fondé par les jeunes chefs résistants Robert Salmon et Philippe Viannay.
- L'Opinion économique et financière, paru de 1945 à 1975 (fusion avec La Vie française).

### Depuis 1956
De 1956 à 2012, parmi les 29 tentatives de création d'un quotidien à Paris : 28 ont échoué, seul le quotidien Libération existe encore.
Par ordre chronologique de création, ces 28 titres sont :
- Le Temps de Paris, paru du 18 avril 1956 au 4 juillet 1956 soit 66 numéros[BnF 7].
- Les Débats de ce temps du 11 avril 1957 au 24 mai 1957 soit 37 numéros[BnF 8].
- Midi cinq (titre complet : Midi cinq : le plus parisien des quotidiens), paru du 24 juin 1957 au 2 août 1957 soit 30 numéros[BnF 9].
- Paris Jour (titre complet : Paris-jour : le nouveau quotidien du matin, paru du 24 septembre 1959 au 26 janvier 1972, soit 3 846 numéros[BnF 10].
Fondé par le groupe Cino Del Duca.
- Paris Matin, paru à partir du 8 janvier 1964 et arrêté au 36e numéro[BnF 11].
- Vingt quatre heures (titre complet : Vingt quatre heures : le plus jeune des grands quotidiens du matin), paru du 5 octobre 1965[BnF 12] à ?
- Le Nouveau Journal, paru du 11 octobre 1967 à 1985[BnF 13] où ses journalistes ont créé La Tribune.
Fondé par le journaliste et homme politique Raymond Bourgine.
- La Cause du peuple, journal d'extrême gauche issue de la tendance maoïste, paru de 1968 à 1972.
Fondé par Roland Castro (architecte).
- Le Quotidien de Paris, paru du 4 avril 1974 au 14 novembre 1996[BnF 14].
Fondé par le journaliste Philippe Tesson
- L'Imprévu, paru du 27 janvier 1975 au 8 février 1975 soit 11 numéros[BnF 15].
Fondé par les écrivains  Michel Butel et Bernard-Henri Lévy.
- Le Quotidien du Peuple (titre complet : Le Quotidien du peuple : journal communiste révolutionnaire pour la construction du parti de type nouveau puis Le Quotidien du peuple : organe central du parti communiste révolutionnaire marxiste-léniniste puis Le Quotidien du peuple : quotidien marxiste-léniniste), paru du 29 septembre 1975 au 22 décembre 1979 soit 1 020 numéros[BnF 16].
Fondé par le Parti communiste révolutionnaire (marxiste-léniniste) et le Parti communiste marxiste-léniniste de France
- Rouge du 15 mars 1976 à janvier 1979[BnF 17].
Fondé le 18 septembre 1968, ce journal était hebdomadaire jusqu'au 15 mars 1976
- Le Matin de Paris du 1er mars 1977[BP 13] à 1987[BnF 18].
Fondé par l'industriel et homme de presse Claude Perdriel.
- J'informe, paru entre le 20 septembre 1977 et le 15 décembre 1977 soit 76 numéros[BnF 19].
Fondé par l'homme politique Joseph Fontanet.
- Forum International (titre complet : Forum international : le quotidien de l'activité économique) du 15 mai 1979 au 28 mai 1980[BnF 20].
- Le Temps de la finance paru le 9 octobre 1989 et aussitôt arrêté[BnF 21].
- Le Continent (titre complet : Le Continent - Quotidien de l'Afrique) du 17 novembre 1980 au 4 août 1981 soit 181 numéros[BnF 22].
- Combat socialiste du 25 février 1981 au 10 juillet 1981 (96 numéros)[BnF 23].
Ce journal créé en 1971 était mensuel jusqu'en février 1981.
Fondé par le Parti socialiste.
- Charlie Matin, n°1 le 16 mars 1981 et n°2 et dernier le lendemain, au titre que « Réflexion faite, c'est trop de boulot »[BP 14],[BnF 24].
- Paris ce soir, paru du 8 janvier 1985 au 1er février 1985 soit 22 numéros[BnF 25].
- La Tribune (nom complet : La Tribune de l'économie[BnF 26] puis La Tribune de l'Expansion[BnF 27] en janvier 1988 puis La Tribune Desfossés[BnF 28] en octobre 1992 puis La Tribune[BnF 29] en octobre 1996) paru du 16 janvier 1985 au 30 janvier 2012.
Fondé par le patron de presse Bruno Bertez.
- Le Grand Paris cesse de paraître le 20 novembre 1985 après 6 numéros[BnF 30].
- Le Sport du 12 septembre 1987 au 29 juin 1988 soit 249 numéros[BnF 31].
Fondé pour concurrencer le quotidien L'Équipe.
- La Truffe, paru du 30 septembre 1991 au 18 novembre 1991, soit 34 numéros[BnF 32].
Le journal devient ensuite hebdomadaire puis mensuel.
- Le Jour (titre complet : Le Jour, quotidien d'informations générales), paru du 25 mars 1993[BnF 33] au ?
- Paris 24:00 paru du 16 mai 1994 au 31 mai 1994 soit 12 numéros[BnF 34].
- InfoMatin, paru du 10 janvier 1994 au 8 janvier 1996 soit 508 numéros[BnF 35].
Fondé par l'entrepreneur et éditeur Philippe Robinet.
- Le Quotidien de la République, paru du 17 novembre 1998 au 28 novembre 1998 soit 11 numéros[BnF 36].
Fondé par l'homme politique Henri Emmanuelli.
- Aujourd'hui Sport (titre complet : Aujourd'hui sport : entrez sur le terrain), paru du 3 novembre 2008 au 30 juin 2009 soit 236 numéros[BnF 37].
Fondé par le groupe Amaury.

## Pour approfondir

#### OuvrageTrésors de Pressede Benoît Prot
1. ↑  p. 18-19.
2. ↑  p. 36.
3. ↑  p. 42.
4. ↑  p. 53.
5. ↑  p. 71.
6. ↑  p. 96.
7. ↑  p. 96.
8. ↑  p. 115.
9. ↑  p. 138.
10. ↑  p. 173.
11. ↑  p. 234.
12. ↑  p. 180-184.
13. ↑  p. 180.
14. ↑  p. 180.

#### Site de la BnF
1. ↑  La Patrie.
2. ↑  La France.
3. ↑  Le Soleil.
4. ↑  La Cocarde.
5. ↑  Paris-Midi.
6. ↑  L'Effort.
7. ↑  Le Temps de Paris.
8. ↑  Les Débats de ce temps.
9. ↑  Midi cinq.
10. ↑  Paris-Jour.
11. ↑  Paris-Matin.
12. ↑  Vingt quatre heures.
13. ↑  Le Nouveau Journal.
14. ↑  Le Quotidien de Paris.
15. ↑  L'Imprévu.
16. ↑  Le Quotidien du peuple.
17. ↑  Rouge.
18. ↑  Le Matin de Paris.
19. ↑  J'Informe.
20. ↑  Forum International.
21. ↑  Le Temps de la finance.
22. ↑  Le Continent.
23. ↑  Combat socialiste.
24. ↑  Charlie Matin.
25. ↑  Paris ce soir.
26. ↑  La Tribune de l'économie.
27. ↑  La Tribune de l'Expansion.
28. ↑  La Tribune Desfossés.
29. ↑  La Tribune.
30. ↑  Le Grand Paris.
31. ↑  Le Sport.
32. ↑  La Truffe.
33. ↑  Le Jour.
34. ↑  Paris 24:00.
35. ↑  InfoMatin.
36. ↑  Le Quotidien de la République.
37. ↑  Aujourd'hui Sport.